# العدامة (القويعية)
مركز العدامة هو مركزٌ إداري تابعٌ لمحافظة القويعية في منطقة الرياض ، ويصنف من فئة (ب) ورمزها 1227.